# Grévyzebra
De grévyzebra (Equus grevyi) is een bedreigde zebrasoort uit de drogere streken van Kenia en Ethiopië. De grévyzebra is de zogenaamde Hippotigris ("tijgerpaard"), de zebrasoort die in de derde eeuw in Romeinse circussen optrad. Hij is vernoemd naar de Franse president Jules Grévy, die in 1882 een grévyzebra geschonken kreeg van Menelik II, de negus ("keizer") van Abyssinië. De grévyzebra is de enige nog levende soort uit het ondergeslacht Dolichohippus. Verwante soorten kwamen vroeger voor over geheel Afrika en Eurazië: fossielen zijn aangetroffen tot in China.

## Kenmerken
De grévyzebra is de grootste zebrasoort, met lange poten, een korte, gespierde nek en een lang gezicht. Hij heeft een wit lichaam met smalle zwarte strepen die dicht op elkaar staan en het gehele lichaam bedekken, over de gehele poten tot aan de hoeven en op de kop. Enkel de buik en de basis van de staart is ongestreept en geheel wit. De strepen op het lichaam en de nek zijn verticaal. Op de nek lopen de strepen door in de manen. De strepen op de poten lopen horizontaal. Over de rug, van de manen naar de staartwortel, loopt een brede zwarte streep, de aalstreep. Langs deze streep loopt een witte, ongestreepte rand. Het strepenpatroon is voor ieder dier uniek. De oren zijn groot, breed en afgerond en hebben een zwarte rand en een witte top. Rond de neus en de mond is het dier bruinig zwart. De lange staart is gestreept aan de basis en eindigt in een zwarte pluim.
De grévyzebra heeft een kop-romplengte van 250 tot 300 centimeter, een schouderhoogte van 140 tot 160 centimeter en een staartlengte van 38 tot 75 centimeter. Vrouwtjes wegen 350 tot 400 kilogram, mannetjes 380 tot 450 kilogram.

## Verspreiding en leefgebied

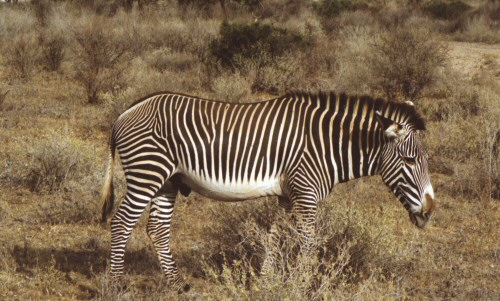
Grévyzebra in Noord-Kenia

De grévyzebra is de noordelijkst voorkomende zebrasoort. Hij kwam vroeger voor in de droge halfwoestijnen, steppen en savannen van geheel Noordoost-Afrika, van Zuid-Soedan tot Noord-Kenia. Tegenwoordig komt hij enkel voor in enkele parken in Kenia en Ethiopië. De grévyzebra leeft voornamelijk in droge, open grasgebieden, afgewisseld met een lage struikbegroeiing. In Noord-Kenia waar de grévyzebra samen voorkomt met de steppezebra leeft de grévyzebra meer in drogere graslanden.

## Leefwijze

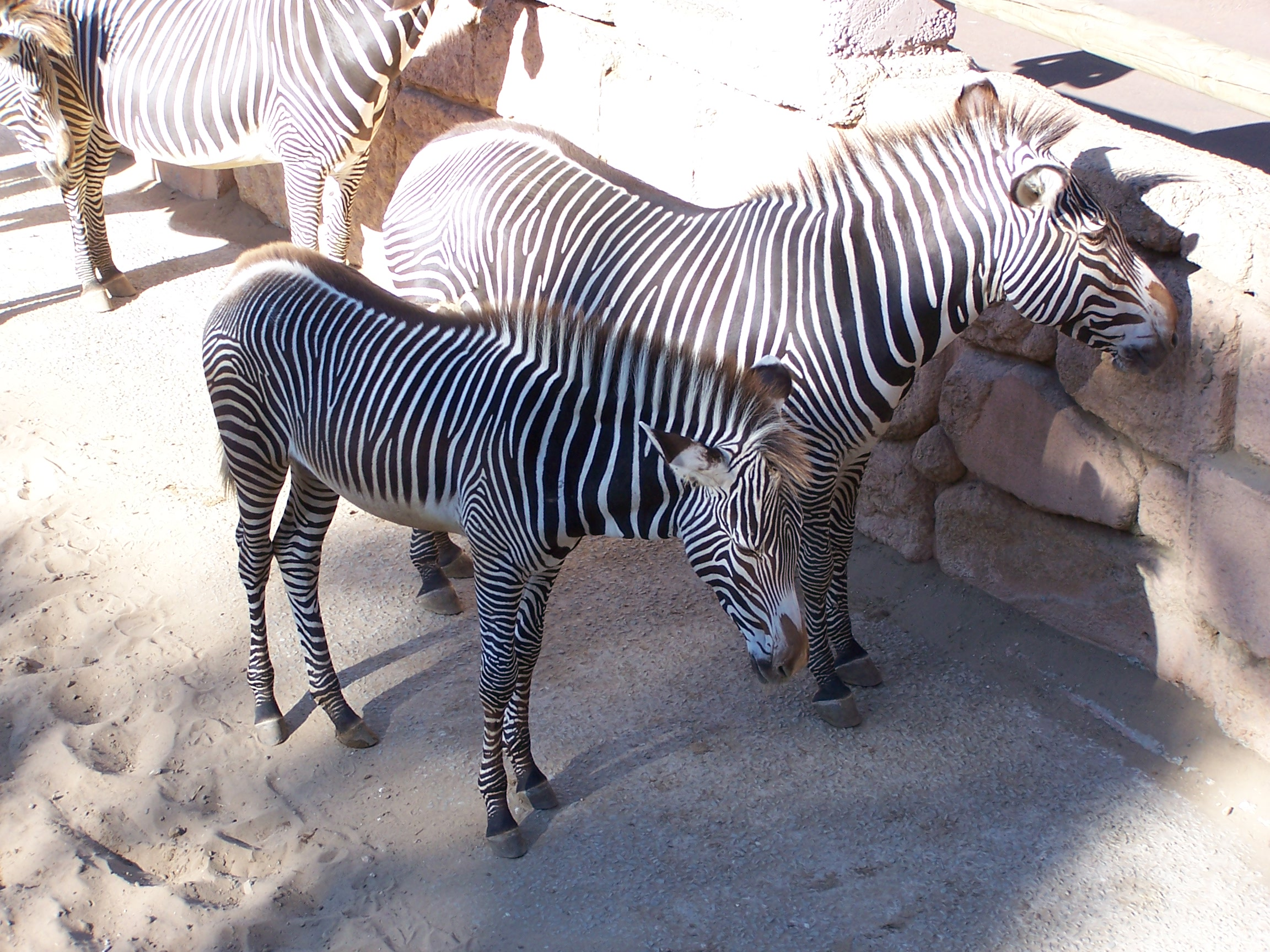
Groepje grévyzebra's in Zoo de La Palmyre

De soort is voornamelijk in de schemering actief. Op het heetst van de dag schuilt hij in de schaduw. Hij leeft voornamelijk van grassen en kruiden, aangevuld met bladeren van struiken en lage bomen. Deze soort kan langere tijd zonder water dan andere zebra's, tot vijf dagen, maar drinkt dagelijks als er een waterbron in de buurt is en zal in drooggevallen rivieren graven naar grondwater. 
De grévyzebra leeft in kleine, losse kuddes van vier tot twintig dieren, bestaande uit enkele vrouwtjes en hun jongen. Mannetjes zonder territorium, meestal jongere dieren, leven voornamelijk in vrijgezellengroepjes. Soms voegen verscheidene kuddes zich samen tot grotere, gemengde kuddes van enkele honderden dieren. Vaak komen ook gemengde kuddes met beisa's voor, en soms ook met giraffe, elandantilope, en in het zuiden van zijn verspreidingsgebied, met steppezebra, impala en kafferbuffel. Mannetjes zijn volgroeid als ze zes jaar oud zijn. 
Een ouder mannetje leeft solitair. In de paartijd heeft een hengst een eigen territorium van 2 tot soms wel 12 km², en agressie komt voor onder seksueel actieve mannetjes. Tijdens deze gevechten kan de grévyzebra een balkend geluid maken, als een ezel. Een territorium is afgebakend met grote mesthopen. De sterkste mannetjes hebben een territorium met veel gras, nabij water. Hierdoor worden ook andere zebra's naar een territorium van een mannetje getrokken. Het mannetje heeft binnen zijn territorium het alleenrecht om te paren met vrouwtjes die zijn territorium doorkruisen. Vrijgezellengroepjes worden getolereerd, en vaak vergezelt het dominante mannetje zo'n groep. Een dominant mannetje is te herkennen aan het opgeheven hoofd en de hoge stappen, een onderdanig mannetje heeft een opgeheven staart en een gebogen hoofd.

### Voortplanting
Een vrouwtje heeft een vaste plek om te werpen, waar zij iedere keer naar terug zal keren. Één veulen wordt geboren na een lange draagtijd van 350 tot 400 dagen. Het kan na een kwartier staan. Het veulen heeft bij de geboorte een lange maan, die loopt van de voorhoofd tot de staartwortel, en een rij van lange haren over zijn buik. Ook zijn de strepen van het veulen meer bruin dan zwart van kleur. Het veulen volgt zijn moeder bij iedere stap. 
Het kan tot twaalf maanden lang worden gezoogd, maar sommige veulens stoppen al met zes maanden met zogen. Als het drie maanden oud is, drinkt het voor de eerste keer water en eet het voor het eerst vast voedsel. Na zeven maanden zijn ze gedeeltelijk onafhankelijk, en gaan ze vaker hun eigen weg, maar een jonge zebra blijft meestal zo'n twee tot drie jaar bij zijn moeder. In het wild planten zebra's zich meestal voor het eerst voort als ze zo'n zes jaar oud zijn, in gevangenschap kan dit al eerder gebeuren, als een dier een jaar of drie oud is. Een grévyzebra kan minstens 24 jaar oud worden.

## Bedreiging
De grévyzebra wordt bedreigd door concurrentie van schapen en geiten, die meestal leven in de graslanden vlak bij waterbronnen, waar ze het voedselrijke gras opeten en de waterbronnen overdag onbereikbaar maken voor de zebra. Daardoor wordt deze gedwongen 's nachts te drinken en grazige gebieden die verder liggen van waterbronnen op te gaan zoeken. 's Nachts is de soort echter gevoeliger voor predatie, omdat dan de meeste roofdieren actief en lastiger waar te nemen zijn. Ook wordt door de afstand tussen graas- en drinkplek eventuele veulens vaker alleen gelaten, waardoor de kans dat deze door een roofdier worden gegrepen groter is. Mede hierdoor is de populatie in Kenia met zo'n zeventig procent afgenomen tussen 1977 en 1988. In Ethiopië is de soort ook bedreigd door de jacht (onder andere voor de vacht, waar hoge prijzen voor worden betaald). Door jacht en oorlogen is de soort uitgestorven in Somalië. De grévyzebra wordt in dierentuinen gehouden en er zijn fokprogramma's opgestart om de soort voor uitsterven te behoeden.